# 東アルプス山脈

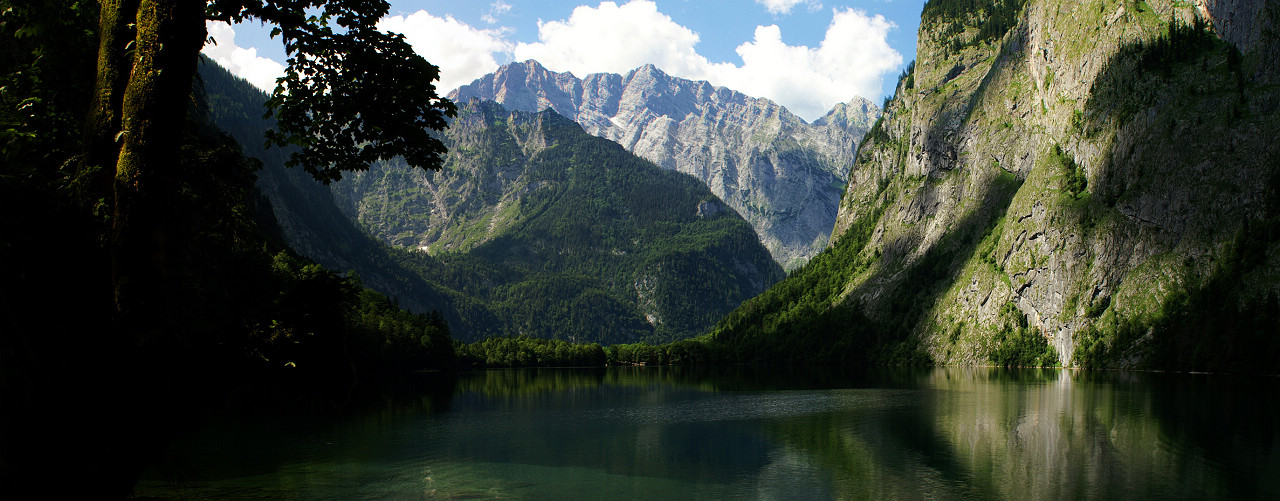
ベルヒテスガーデンアルプス山脈 近くのケーニヒス湖

東アルプス山脈（ひがしアルプスさんみゃく、英語: Eastern Alps）はヨーロッパ・アルプスのうち、イタリアのコモ湖から北へリヒテンシュタインを経てスイス・オーストリア・ドイツ国境のボーデン湖に至る線より東にある山々を指し、この線の西にある西アルプス山脈に対する呼称である。 

## アルペン協会による分類

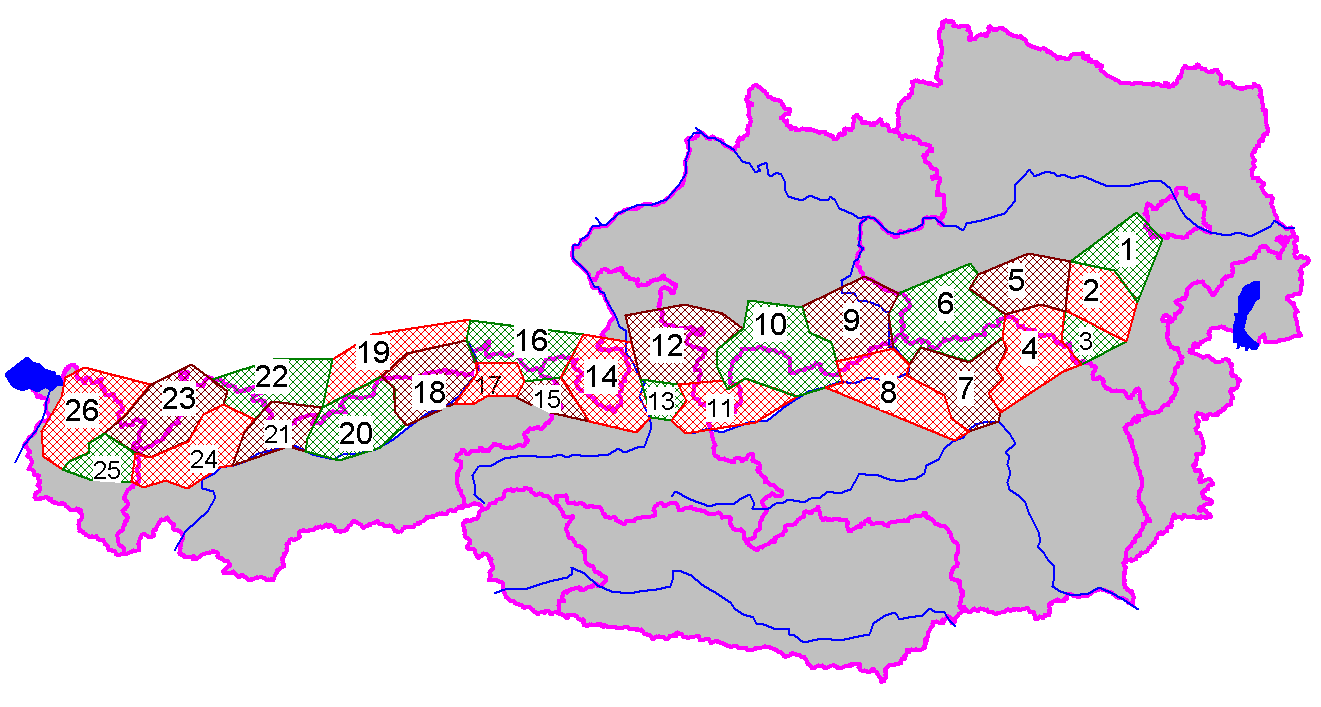
北石灰岩アルプス山脈

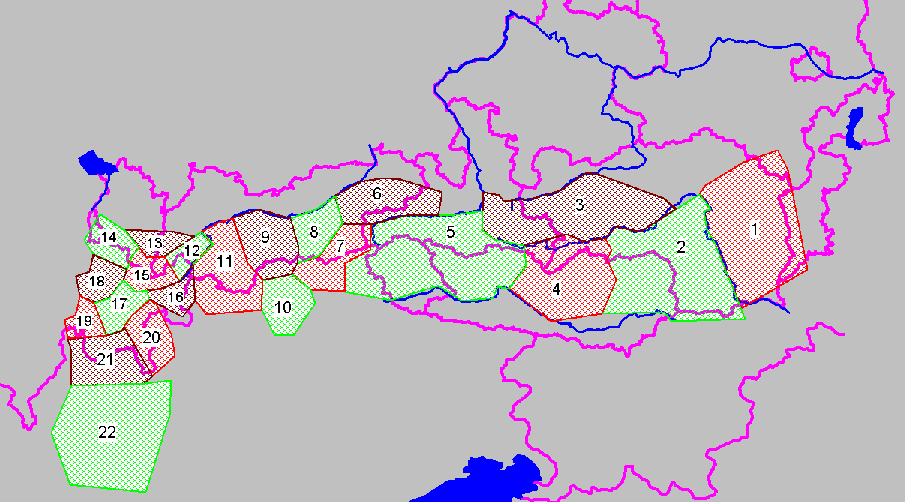
中央東アルプス山脈

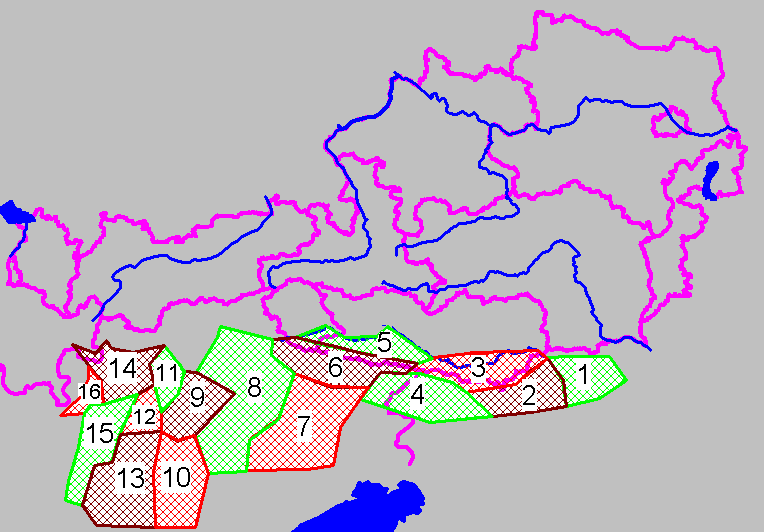
南石灰岩アルプス山脈

アルペン協会の分類（ en:Alpine Club classification of the Eastern Alps）に拠れば、東アルプス山脈は3つに大分類されて、主な内訳は
- 北石灰岩アルプス山脈 (en:Northern Limestone Alps)

1. ウィーンの森
14. ベルヒテスガーデンアルプス山脈 (en:Berchtesgarden Alps)など
- 中央東アルプス山脈 (en:Central Eastern Alps)

3. 低タウエルン山脈 (en:Niedere Tauern)
5. 高タウエルン山脈 (en:Hohe Tauern) - グロースグロックナー山 などホーエ・タウエルン国立公園を含む
- 南石灰岩アルプス山脈 (en:Southern Limestone Alps)

2. カルニケアルプス山脈 (en:Carnic Alps)
4. ジュリアアルプス山脈 - トリグラウ山
8. ドロミティ山脈 など
である。

## SOIUSAによる分類

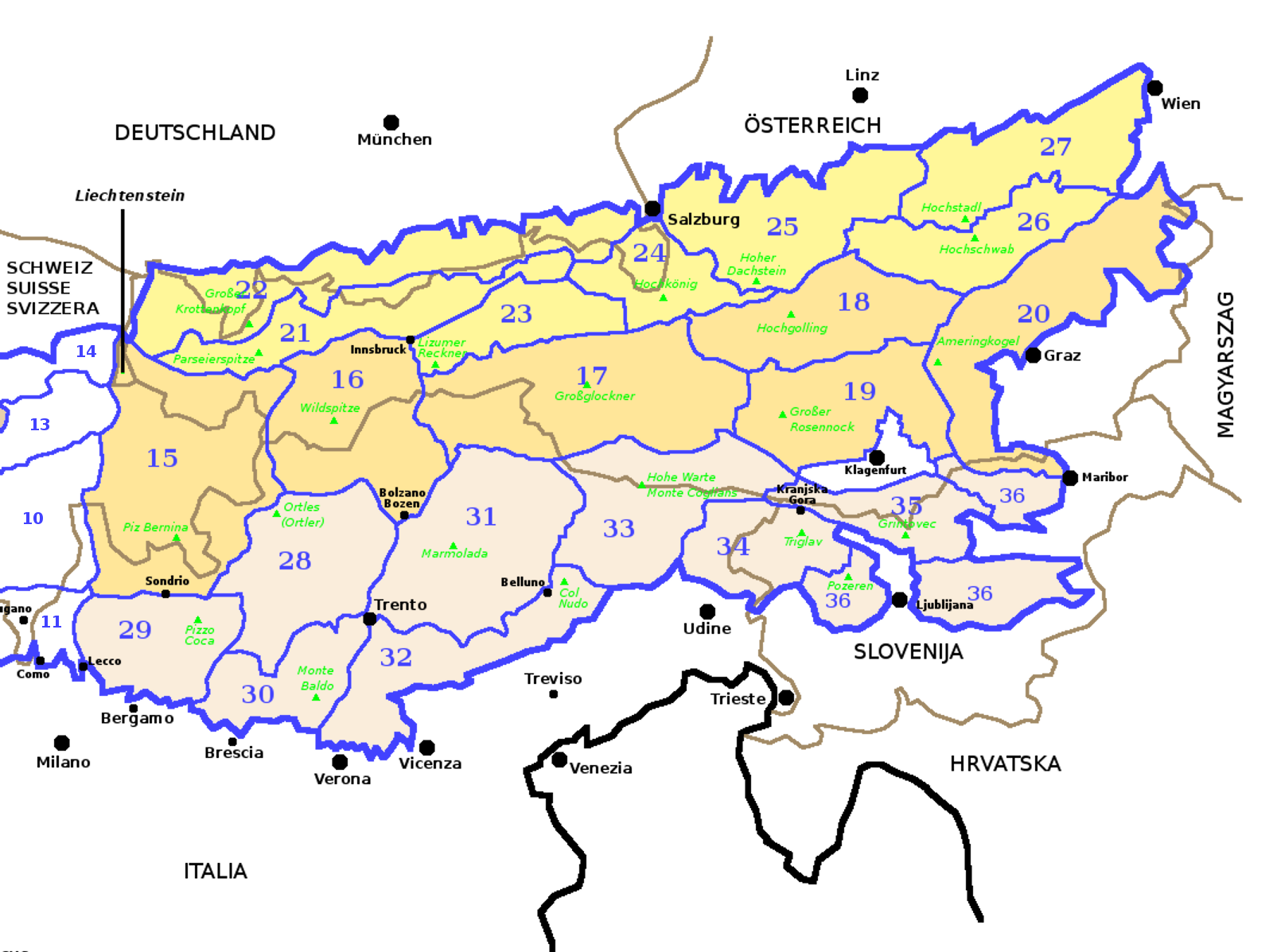
SOIUSAの東アルプス山脈の分類図

SOIUSAのアルプス山脈の分類（ SOIUSA - International Standardized Mountain Subdivision of the Alps - ISMSA、1929年）に拠れば、東アルプス山脈は東アルプス山脈は3つに大分類されて、その内訳と最高の峰は

### 中央東アルプス山脈
- 15. 西レテイケアルプス山脈 (en:Western Rhaetian Alps、en:Piz Bernina, 4049 m)
- 16. 東レテイケアルプス山脈 (en:Eastern Rhaetian Alps、en:Wildspitze, 3772 m)
- 17. 西タウエルンアルプス山脈 (en:Western Tauern Alps、グロースグロックナー山, 3798 m)
- 18. 東タウエルンアルプス山脈 (en:Eastern Tauern Alps、en:Hochgolling, 2863 m)
- 19. ケルンテン・シュタイアーマルクアルプス山脈 (en:Carinthian-Styrian Alps、Eisenhut, 2441 m)
- 20. シュタイアーマルクプレアルプス山脈 (en:Styrian Prealps、en:Ameringkogel, 2184 m)

### 北東アルプス山脈
- 21. 北チロル石灰岩アルプス山脈 (en:North Tyrol Limestone Alps、en:Parseierspitze, 3040 m)
- 22. バヴァリアアルプス山脈 (en:Bavarian Alps、en:Großer Krottenkopf, 2657 m)
- 23. チロル・シストーゼアルプス山脈 (en:Tyrol Schistose Alps、en:Lizumer Reckner, 2884 m)
- 24. 北ザルツブルクアルプス山脈 (en:Northern Salzburg Alps、en:Hochkönig, 2941 m)
- 25. ザルツカマーグート・上オーストリアアルプス山脈、en:Salzkammergut and Upper Austria Alps、en:Hoher Dachstein, 2993 m)
- 26. シュタイアーマルクアルプス山脈 (en:Northern Styrian Alps、en:Hochtor, 2369 m)
- 27. 北下オーストリアアルプス山脈 (en:Northern Lower Austria Alps、en:Hochstadl, 1919 m)

### 南東アルプス山脈
- 28. 南レテイケアルプス山脈 (en:Southern Rhaetian Alps、en:Ortler, 3905 m)
- 29. ベルガマスクアルプス・プレアルプス山脈 (en:Bergamasque Alps and Prealps、en:Pizzo di Coca, 3052 m)
- 30. プレシア・ガルダプレアルプス山脈 (en:Brescia and Garda Prealps、en:Monte Cadria, 2254 m)
- 31. ドロミティ山脈 (en:Dolomites、en:Marmolada, 3342 m)
- 32. ヴェネツィアプレアルプス山脈 (en:Venetian Prealps、en:Col Nudo, 2472 m)
- 33. カルニケ・ガイタルアルプス山脈 (en:Carnic and Gailtal Alps、en:Monte Coglians, 2780 m)
- 34. ジュリアアルプス山脈・プレアルプス山脈 (en:Julian Alps and Prealps、トリグラウ山, 2864 m)
- 35. カルニケ・スロベニアアルプス山脈 (en:Carinthian-Slovenian Alps、en:Grintovec, 2558 m)
- 36. スロベニアプレアルプス山脈 (en:Slovenian Prealps、en:Porezen, 1630 m)

## その他
- シュヴェービッシェアルプス山脈 (en:Schwäbische Alb、別名：Swabian Apls、Swabian Jura)
- フレンキッシェアルプス山脈 (en:Frankish Alb、別名：Frankish Jura)

## 参照項目
- アルペン協会の東アルプス山脈の分類（英語）
- SOIUSAの西アルプス山脈の分類（英語）
- アルプス山脈
- 西アルプス山脈